# Mike Ross
Mike Ross, właśc. Michael Avery Ross (ur. 1 września 1961) – amerykański polityk, członek Partii Demokratycznej. W latach 2001–2013 był przedstawicielem czwartego okręgu wyborczego w stanie Arkansas do Izby Reprezentantów Stanów Zjednoczonych.